# Shasta County
Shasta County ist ein County im Norden des US-Bundesstaates Kalifornien in der Kaskadenkette. Der Verwaltungssitz (County Seat) ist Redding.
Das County wird vom Office of Management and Budget zu statistischen Zwecken als Redding, CA Metropolitan Statistical Area geführt.

## Geschichte
Shasta County war 1850 eines der Gründungscountys in Kalifornien. Teile davon wurden 1852 an Siskiyou County und 1856 an Tehama County abgetreten.
Der Name leitet sich vom Mount Shasta ab, der heute im Siskiyou County liegt und nach dem ursprünglich dort lebenden Indianerstamm benannt wurde.
27 Bauwerke und Stätten des Countys sind im National Register of Historic Places eingetragen.

## Demografische Daten

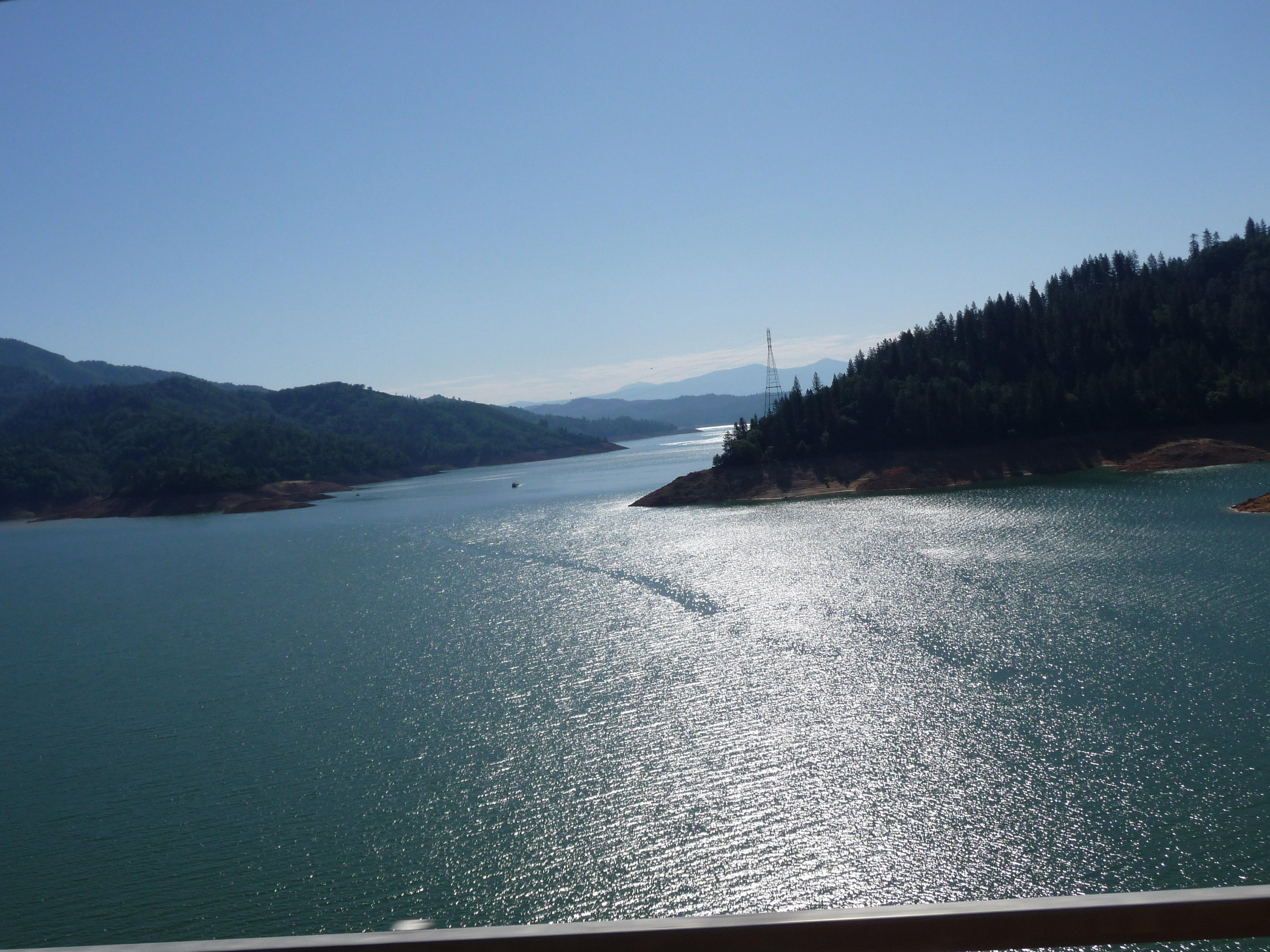
Der Shasta Lake

Nach der Volkszählung im Jahr 2000 lebten im Shasta County 163.256 Menschen. Es gab 63.426 Haushalte und 44.017 Familien. Die Bevölkerungsdichte betrug 17 Einwohner pro Quadratkilometer. Ethnisch betrachtet setzte sich die Bevölkerung zusammen aus 89,32 % Weißen, 0,75 % Afroamerikanern, 2,77 % amerikanischen Ureinwohnern, 1,87 % Asiaten, 0,11 % Bewohnern aus dem pazifischen Inselraum und 1,71 % aus anderen ethnischen Gruppen; 3,47 % stammten von zwei oder mehr ethnischen Gruppen ab. 5,51 % der Bevölkerung waren spanischer oder lateinamerikanischer Abstammung.
Von den 63.426 Haushalten hatten 31,70 % Kinder und Jugendliche unter 18 Jahre, die bei ihnen lebten. 53,00 % waren verheiratete, zusammenlebende Paare, 11,90 % waren allein erziehende Mütter. 30,60 % waren keine Familien. 24,70 % waren Singlehaushalte und in 10,20 % lebten Menschen im Alter von 65 Jahren oder darüber. Die Durchschnittshaushaltsgröße betrug 2,52 und die durchschnittliche Familiengröße lag bei 2,98 Personen.
Auf das gesamte County bezogen setzte sich die Bevölkerung zusammen aus 26,10 % Einwohnern unter 18 Jahren, 8,20 % zwischen 18 und 24 Jahren, 25,30 % zwischen 25 und 44 Jahren, 25,20 % zwischen 45 und 64 Jahren und 15,20 % waren 65 Jahre alt oder darüber. Das Durchschnittsalter betrug 39 Jahre. Auf 100 weibliche Personen kamen 95,10 männliche Personen, auf 100 Frauen im Alter ab 18 Jahren kamen statistisch 91,20 Männer.
Das jährliche Durchschnittseinkommen eines Haushalts betrug 34.335 USD, das Durchschnittseinkommen der Familien betrug 40.491 USD. Männer hatten ein Durchschnittseinkommen von 35.959 USD, Frauen 24.773 USD. Das Prokopfeinkommen betrug 17.738 USD. 15,40 % Prozent der Bevölkerung und 11,30 % der Familien lebten unterhalb der Armutsgrenze. 21,00 % davon waren unter 18 Jahre und 7,30 % waren 65 Jahre oder älter.

## Orte im County

### Citys
- Anderson
- Redding (County Seat)
- Shasta Lake

### CDPs
| - Bella Vista - Big Bend - Burney - Cassel - Castell - Centerville - Cottonwood - Fall River Mills - French Gulch - Happy Valley | - Hat Creek - Igo - Johnson Park - Jones Valley - Keswick - Lakehead - McArthur - Millville - Montgomery Creek - Mountain Gate | - Oak Run - Old Station - Ono - Palo Cedro - Platina - Round Mountain - Shasta - Shingletown - Whitmore |